# Provinz Melipilla
Die Provinz Melipilla ist eine Provinz im Westen der chilenischen Región Metropolitana de Santiago. 
Sie erstreckt sich über ein Territorium von 1120,5 km² und hat 185.966 Einwohner (Volkszählung 2017). Hauptstadt ist die Stadt Melipilla.

## Gemeinden
Die Provinz Melipilla ist in fünf Gemeinden untergliedert:
- Curacaví
- María Pinto
- Melipilla
- San Pedro
- Alhué